# Scottish Division One 1903/04
Die Scottish Football League Division One wurde 1903/04 zum elften Mal ausgetragen. Es war zudem die 14. Austragung der höchsten Fußball-Spielklasse innerhalb der Scottish Football League, in der der Schottische Meister ermittelt wurde. Sie begann am 15. August 1903 und endete am 30. April 1904. In der Saison 1903/04 traten 14 Vereine in insgesamt 26 Spieltagen gegeneinander an. Jedes Team spielte jeweils einmal zu Hause und auswärts gegen jedes andere Team. Es galt die 2-Punkte-Regel. Bei Punktgleichheit waren die Vereine (mit derselben Punktausbeute) gleich platziert.
Die Meisterschaft gewann zum ersten und einzigen Mal in der Vereinsgeschichte Third Lanark. (Der Verein wurde 1967 aufgelöst.) In dieser Saison stieg keine Mannschaft ab, nachdem alle erstklassigen Klubs wiedergewählt worden waren. Torschützenkönig wurde mit 28 Treffern Robert Hamilton von den Glasgow Rangers.

## Vereine
| Verein                | Stadt        | Stadion          |
| --------------------- | ------------ | ---------------- |
| Airdrieonians FC      | Airdrie      | Broomfield Park  |
| Celtic Glasgow        | Glasgow      | Celtic Park      |
| FC Dundee             | Dundee       | Dens Park        |
| FC Kilmarnock         | Kilmarnock   | Rugby Park       |
| FC Motherwell         | Motherwell   | Fir Park         |
| FC Queen’s Park       | Glasgow      | Hampden Park     |
| FC St. Mirren         | Paisley      | St. Mirren Park  |
| Glasgow Rangers       | Glasgow      | Ibrox Park       |
| Greenock Morton       | Greenock     | Cappielow Park   |
| Heart of Midlothian   | Edinburgh    | Tynecastle Park  |
| Hibernian Edinburgh   | Edinburgh    | Easter Road      |
| Partick Thistle       | Glasgow      | Meadowside       |
| Port Glasgow Athletic | Port Glasgow | Clune Park       |
| Third Lanark          | Glasgow      | New Cathkin Park |

## Statistik

### Abschlusstabelle
| Pl. | Verein                  | Sp. | S  | U | N  | Tore    | Diff. | Punkte |
| --- | ----------------------- | --- | -- | - | -- | ------- | ----- | ------ |
| 1.  | Third Lanark            | 26  | 20 | 3 | 3  | 061:260 | +35   | 43:90  |
| 2.  | Heart of Midlothian     | 26  | 18 | 3 | 5  | 063:350 | +28   | 39:13  |
| 3.  | Glasgow Rangers (P)     | 26  | 16 | 6 | 4  | 080:330 | +47   | 38:14  |
| 3.  | Celtic Glasgow          | 26  | 18 | 2 | 6  | 068:270 | +41   | 38:14  |
| 5.  | FC Dundee               | 26  | 13 | 2 | 11 | 054:450 | +9    | 28:24  |
| 6.  | FC St. Mirren           | 26  | 11 | 5 | 10 | 045:380 | +7    | 27:25  |
| 6.  | Partick Thistle         | 26  | 10 | 7 | 9  | 046:410 | +5    | 27:25  |
| 8.  | FC Queen’s Park         | 26  | 6  | 9 | 11 | 028:470 | −19   | 21:31  |
| 9.  | Port Glasgow Athletic   | 26  | 8  | 4 | 14 | 032:490 | −17   | 20:32  |
| 10. | Hibernian Edinburgh (M) | 26  | 7  | 5 | 14 | 029:400 | −11   | 19:33  |
| 11. | Morton                  | 26  | 7  | 4 | 15 | 032:530 | −21   | 18:34  |
| 11. | Airdrieonians FC (N)    | 26  | 7  | 4 | 15 | 032:620 | −30   | 18:34  |
| 13. | FC Motherwell (N)       | 26  | 6  | 3 | 17 | 026:610 | −35   | 15:37  |
| 14. | FC Kilmarnock           | 26  | 4  | 5 | 17 | 024:630 | −39   | 13:39  |

| Zum Saisonende 1902/03 |                                |
| (M)                    | Meister des Vorjahres          |
| (P)                    | Pokalsieger des Vorjahres      |
| (N)                    | Neuzugang aus der Division Two |

## Wahlprozedere
Die Regularien der Scottish Football League sahen vor, dass sich am Saisonende die zwei schlechtesten platzierten Teams zu Wiederwahl stellen mussten. Abgestimmt wurde auf der jährlichen Hauptversammlung der Scottish Football League, bei der zugleich über Neuaufnahmen entschieden wurde. Dieses Wahlsystem bestimmte bis 1922 den Auf- und Abstieg zwischen der Division One und Division Two.
| Verein                | # Stimmen | Ergebnis          | Division                          |
| --------------------- | --------- | ----------------- | --------------------------------- |
| FC Motherwell         | 10        | wiedergewählt     | Division One                      |
| FC Kilmarnock         | 8         | wiedergewählt     | Division One                      |
| FC Aberdeen           | 4         | nicht aufgenommen | Scottish Northern Football League |
| Hamilton Academical   | 2         | nicht gewählt     | Division Two                      |
| FC Clyde              | 0         | nicht gewählt     | Division Two                      |
| FC East Stirlingshire | 0         | nicht gewählt     | Division Two                      |
| FC Falkirk            | 0         | nicht gewählt     | Division Two                      |